# 神戸商工貿易センタービル
神戸商工貿易センタービル（こうべしょうこうぼうえきセンタービル；Kobe Commerce, Industry and Trade Center Building）は、兵庫県神戸市中央区にある柔構造の超高層オフィスビル。
1969年、霞が関ビルディングに次いで日本で2棟目に竣工した、高さ100mを越す高層ビルである。1970年、ワールド・トレード・センター連合総会の会場になった。阪神・淡路大震災においては震度7のエリアに在りながら、構造への被害は皆無であった。浜辺通5丁目特定街区。

## 主な施設
- 地下1階：駐車場、駐輪場、サンボーホール地下連絡口、ミニコンビニ、レストランフロア
- 1階：神戸商工貿易ビル内郵便局、三井住友銀行ＡＴＭ
- 12階：食堂
- 26階：貸会議室

## 交通
- 神戸新交通ポートアイランド線（ポートライナー） 貿易センター駅 徒歩1分
- JR神戸線（東海道本線） 三ノ宮駅 徒歩12分
- 阪急神戸本線 三宮駅 徒歩12分
- 阪神本線 三宮駅 徒歩10分
- 神戸市営地下鉄山手線 三宮駅 徒歩12分
- 神戸市営地下鉄海岸線 三宮・花時計前駅 徒歩7分

## 周辺情報

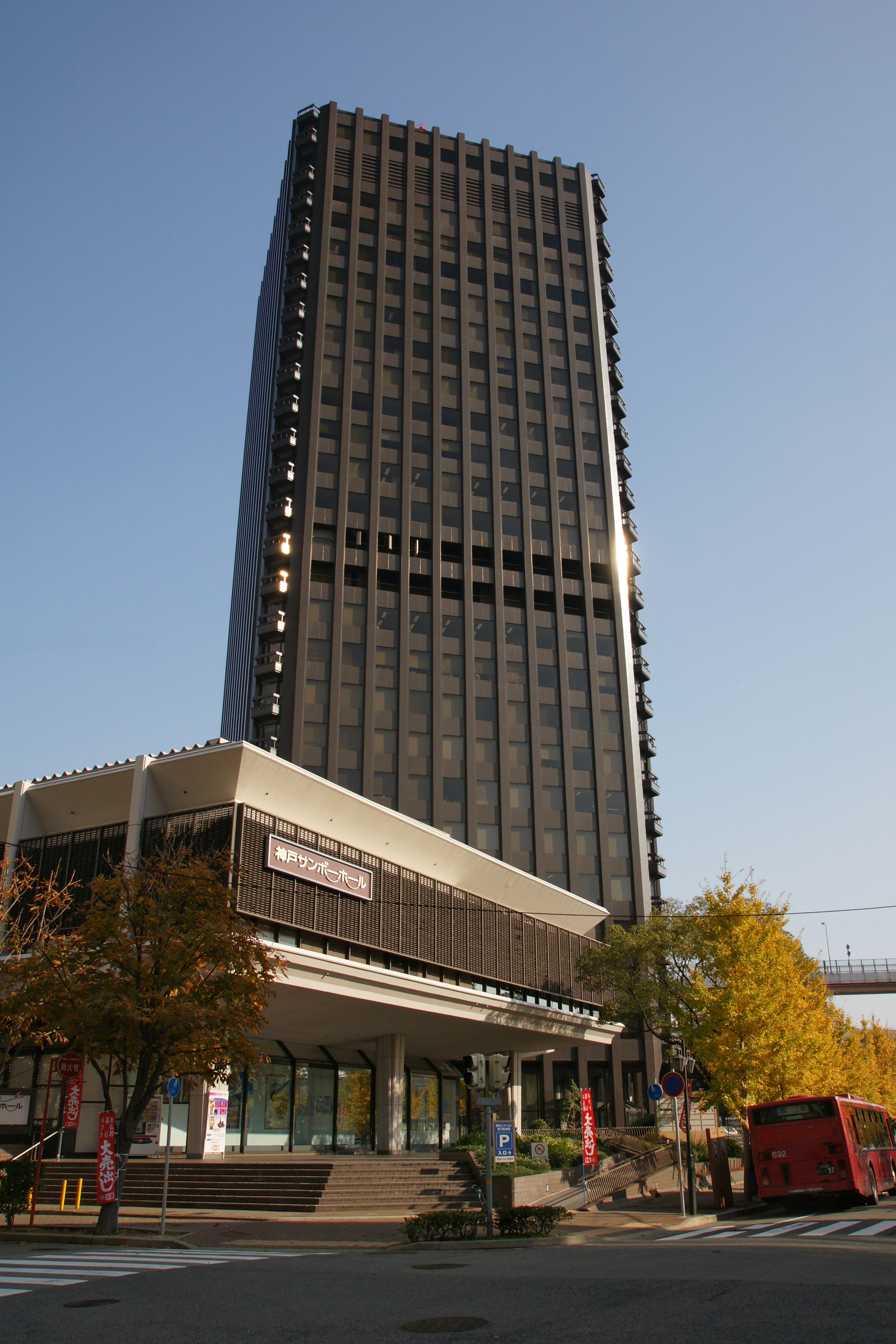
神戸商工貿易センタービルと神戸サンボーホール（手前）

- 神戸サンボーホール
- 神戸税関
- 旧国立生糸検査所
- 旧神戸市立生糸検査所
- 新港貿易会館
- 東遊園地